# 日枝神社 (川崎市)
日枝神社（ひえじんじゃ）は、神奈川県川崎市中原区にある神社。

## 祭神
祭神は以下のとおり。
- 大己貴神（おおなむちのかみ）
- 家都御子神（けつみこのかみ）
- 建御名方神（たけみなかたのかみ）
- 応神天皇（おうじんてんのう）
- 天照大御神（あまてらすおおみかみ）
- 菅原道真（すがわらみちざね）
- 日本武尊（やまとたけるのみこと）

## 歴史
809年（大同4年）に創建された。桓武天皇の皇子が近江国坂本の日吉大社から分霊を勧請したといわれている。所在地の「上丸子山王町」という地名は当社に由来している。
その後、1178年（治承2年）に平重盛によって再建された。
当社は中世以来、社僧（神社の管理業務を行う僧侶）ではなく、専任の神職が在籍していた神社である。川崎市内では、他に川崎区の稲毛神社と宮前区の白幡八幡大神の2社の例があるのみであった。
戦国時代には小田原北条氏や豊臣秀吉から手厚く保護を受けていたことが明らかになっている。それを裏付けるものとして、北条氏の虎の印判状や、豊臣秀吉が近江日吉大社境内に架した大神橋の橋脚の一部といった奉納品がある。
江戸時代には徳川幕府第3代将軍の徳川家光の20石の社領が与えられている。

## 年表
- 809年（大同4年）6月14日 近江国（滋賀県）大津の日吉大社から分霊を勧請し、丸子山王権現として創建[5]。桓武天皇の御子、貞恒親王の次男である恵恒僧都（山本平左衛尉恒重）が初代宮司となる。
- 1178年（治承2年）平重盛が社殿を再建し、現在も社宝として伝わる小太刀を奉納[6]。
- 1642年（寛永19年）8月17日 徳川家光より20石の社領が与えられる[6]。
- 1869年（明治2年） 山王権現を日枝神社と改称[7]。
- 1918年（大正7年） 村内八幡社・天神社・第六天社・野社・神明社・諏訪社・杉山社を合祀[7]。
- 1923年（大正12年）9月1日 関東大震災の際、幣殿・拝殿が倒壊[7]。
- 1928年（昭和3年） 幣殿・拝殿が再建[7]。
- 1951年（昭和26年） 御神輿を新調[7]。
- 1979年（昭和54年） 再建800年。
- 2009年（平成21年） 御鎮座1200年。

## 境内
2009年に御鎮座1200年を迎えるにあたり、多くの建造物が改修された。
1979年に、再建800年を記念し日吉大社より豊臣秀吉公寄進の御神橋の橋脚1基を移し、境内に建立されている。
本殿と向かい合うように神楽殿が建てられている。
御神木として、樹齢700年の杉の樹根がある。明治時代には高さ30メートル、周囲8mの3本に分かれた巨木であり、「山王さんの大杉」と親しまれた。
大神輿が2基納められている大神輿庫があり、中には、江戸時代の天保頃に制作された初代大神輿と1951年に制作された現在の大神輿が納められている。
また、山王会館という施設があり、予約すれば最大90名収容の多目的室として誰でも使用することができる。

### 境内社
稲荷神社・大鷲神社の社殿が存在する。2009年に覆い屋を改築した。

## 文化財
- 後北条氏の虎の印判状（丁亥八月十八日付）（川崎市重要歴史記念物 昭和50年12月26日指定）（縦31.8cm、横42.8cm）[8]
- 後北条氏の虎の印判状（庚寅三月十六日付）（川崎市重要歴史記念物 昭和50年12月26日指定）（縦31.6cm、横46.3cm）[9]
- 徳川氏奉行人（代官頭）連署奉書（文禄四年二月二十六日付）（川崎市重要歴史記念物 昭和57年9月28日指定）（縦31.0cm、横44.0cm）[10]
- 日枝神社本殿（川崎市重要歴史記念物 平成2年1月23日指定）（桁行12.6尺、梁行14.1尺）[11]
- 山王権現社境内絵図（寛政二年戊年十一月）〔縦33.6cm、横48.0cm〕[12]
- 棟札（元文五（申・庚）歳五月大吉祥日）（縦93.8cm、横16.2cm、厚さ1.30cm）[12]

## 年中行事

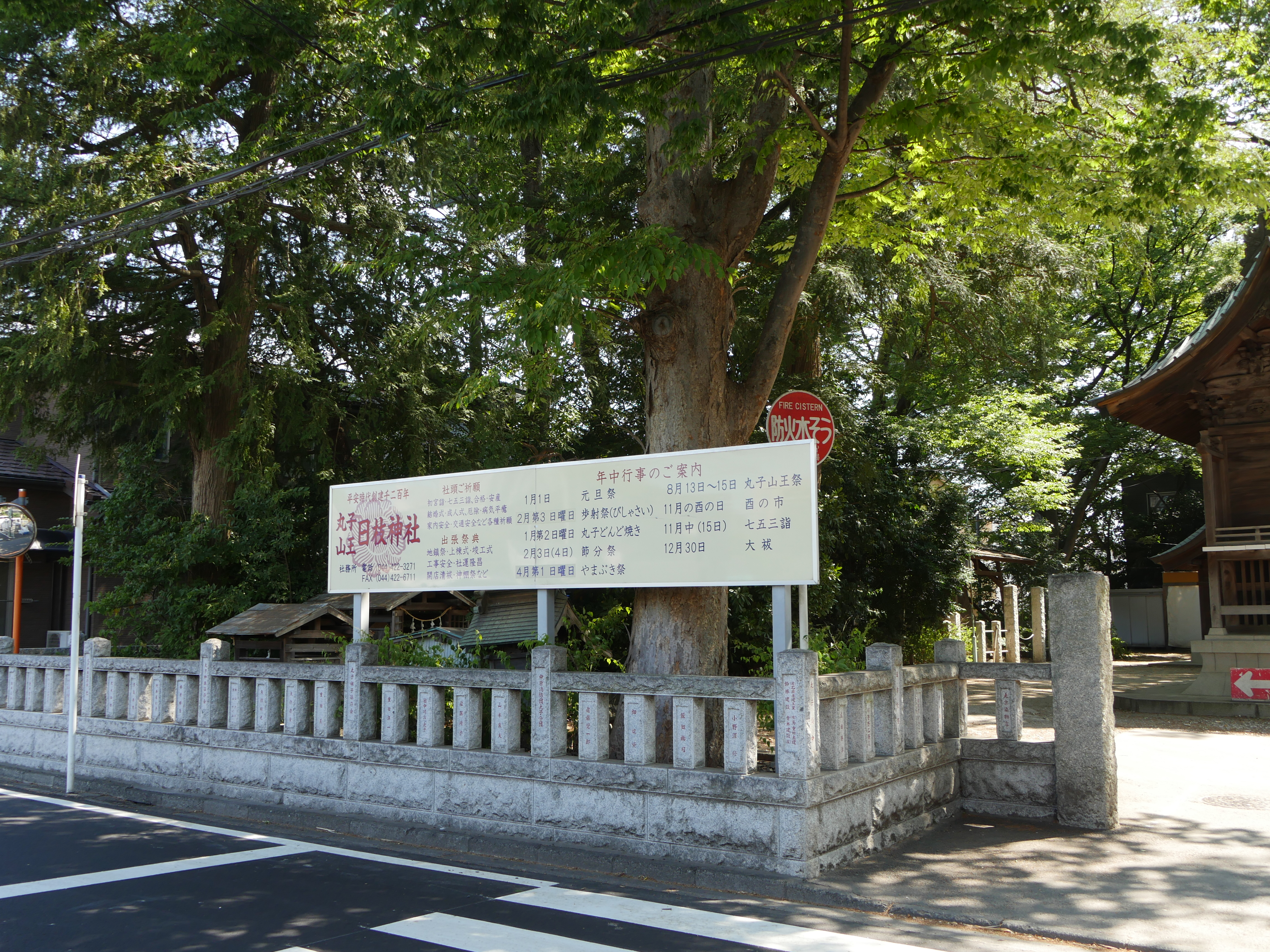
案内板

主な行事は以下のとおり
- 1月1日 - 元旦祭（初詣）
- 1月第2日曜日 - おんべ焼き
- 2月3日もしくは2月4日 - 節分祭
- 2月第3日曜日 - びしゃ祭
- 4月第3日曜日 - やまぶき祭
- 8月13日～15日 - 山王祭
- 11月の酉の日 - 酉の市
- 11月中（15日） - 七五三
- 12月30日 - 大祓

## 資料写真

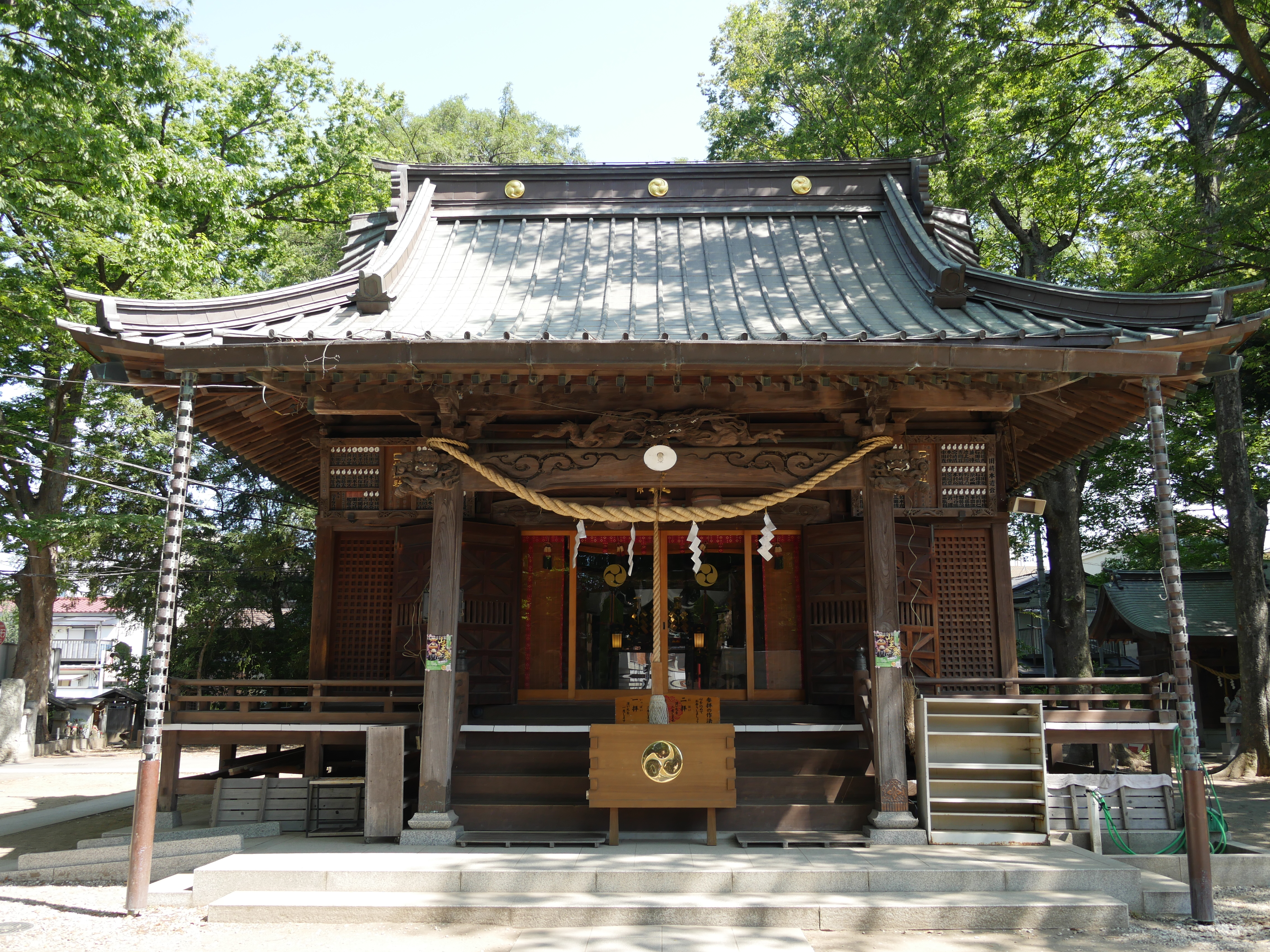
社殿
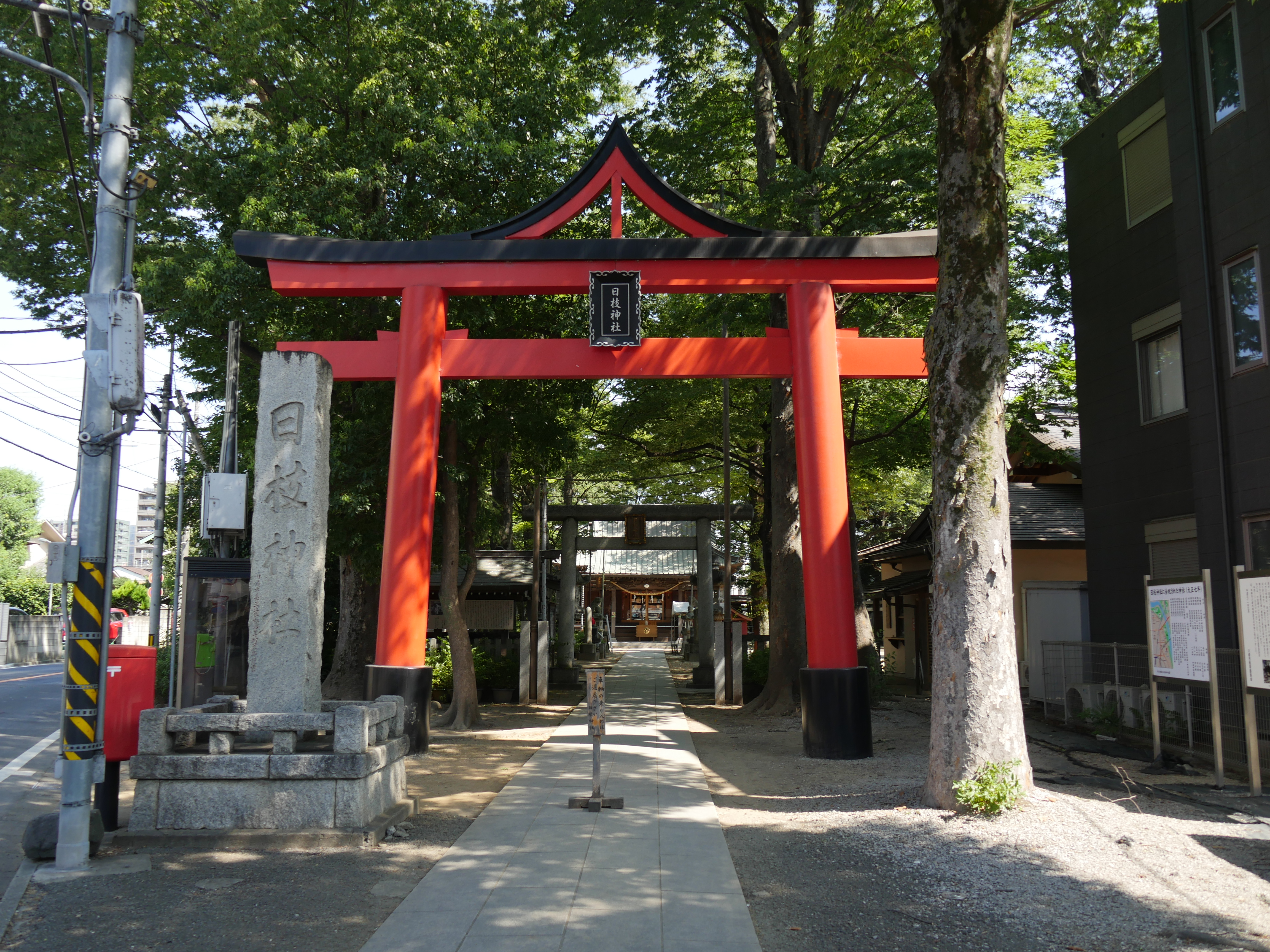
山王鳥居
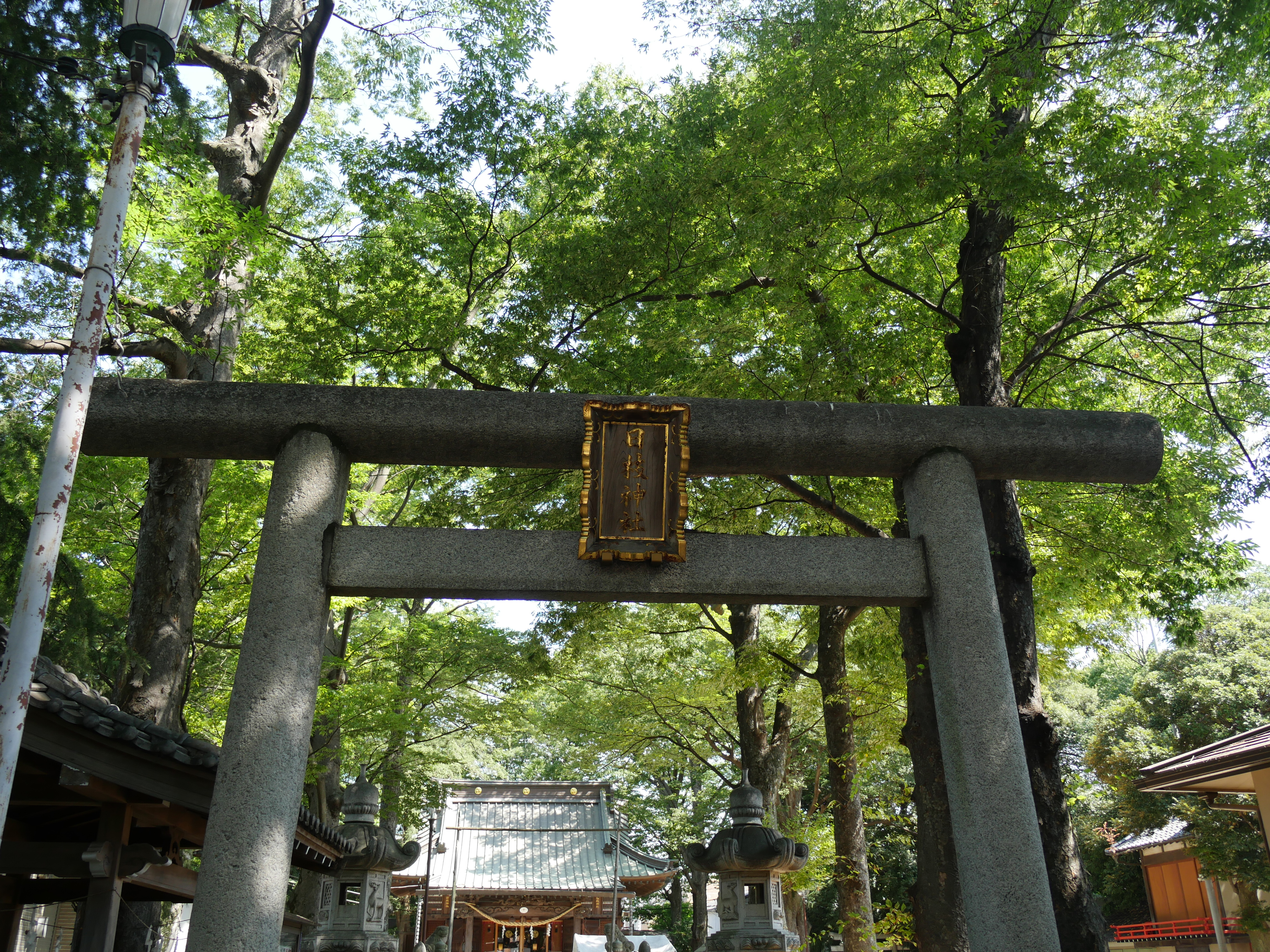
一之鳥居
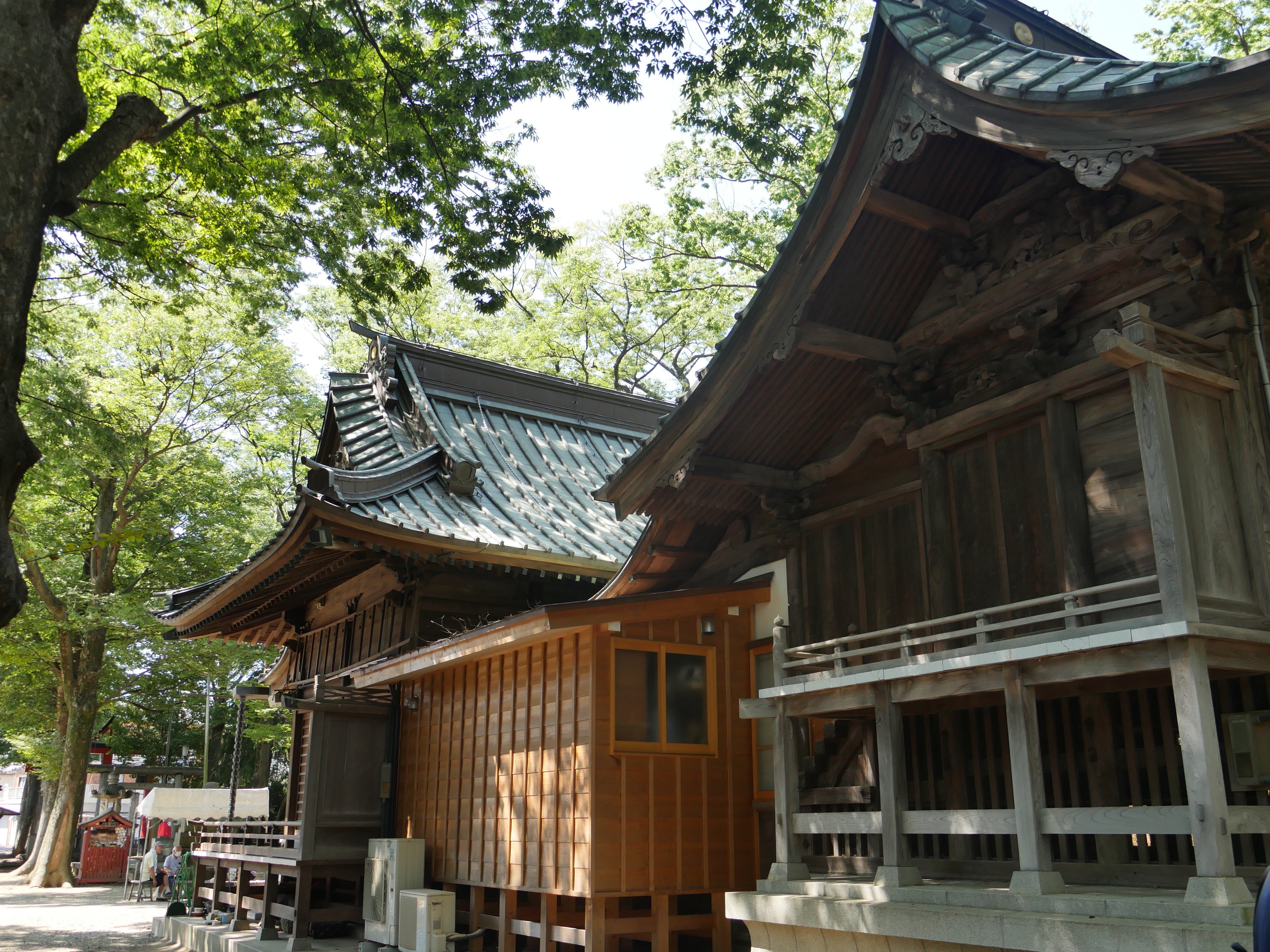
本殿と拝殿
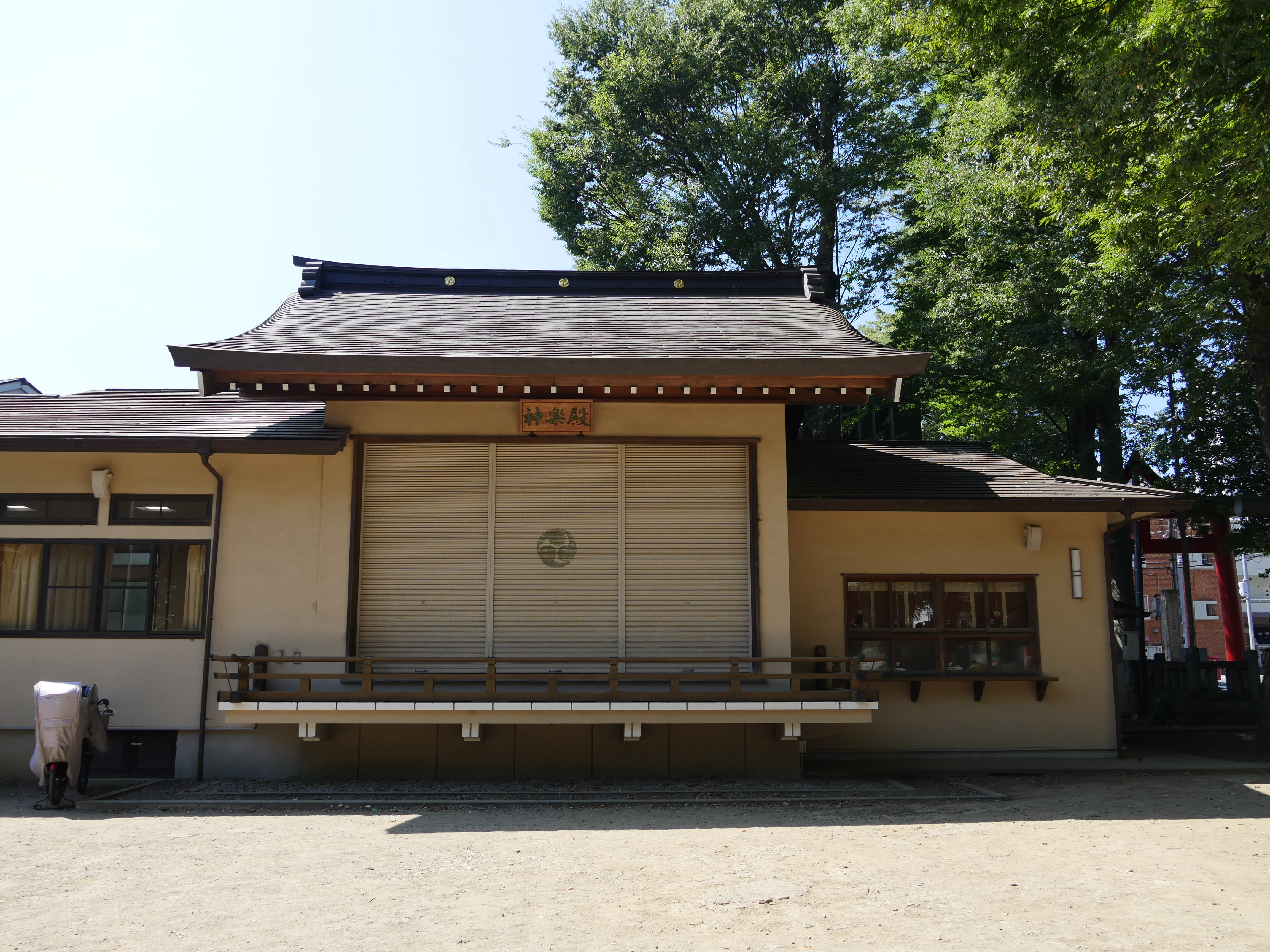
神楽殿
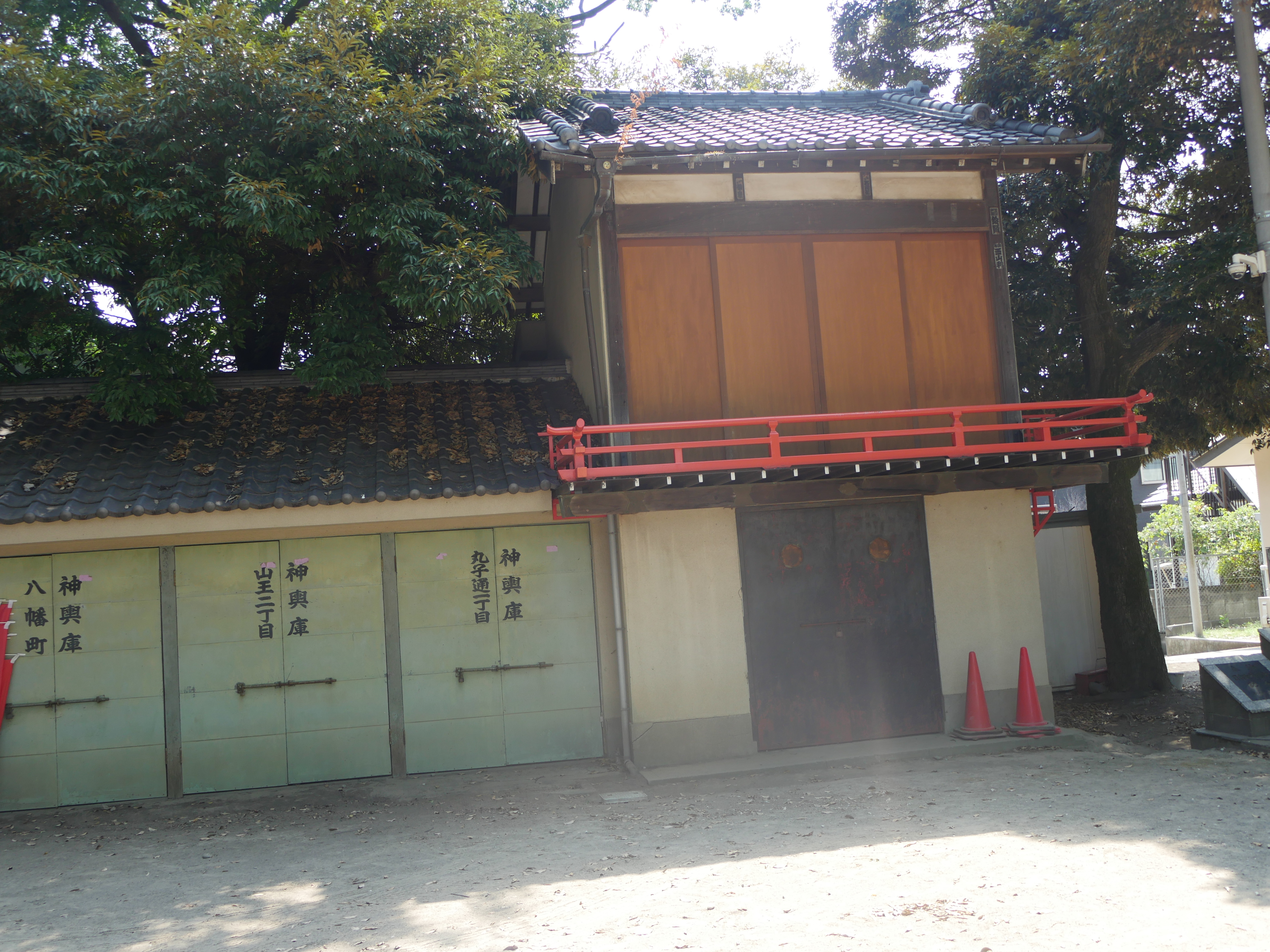
囃子舞台と町内会神輿庫
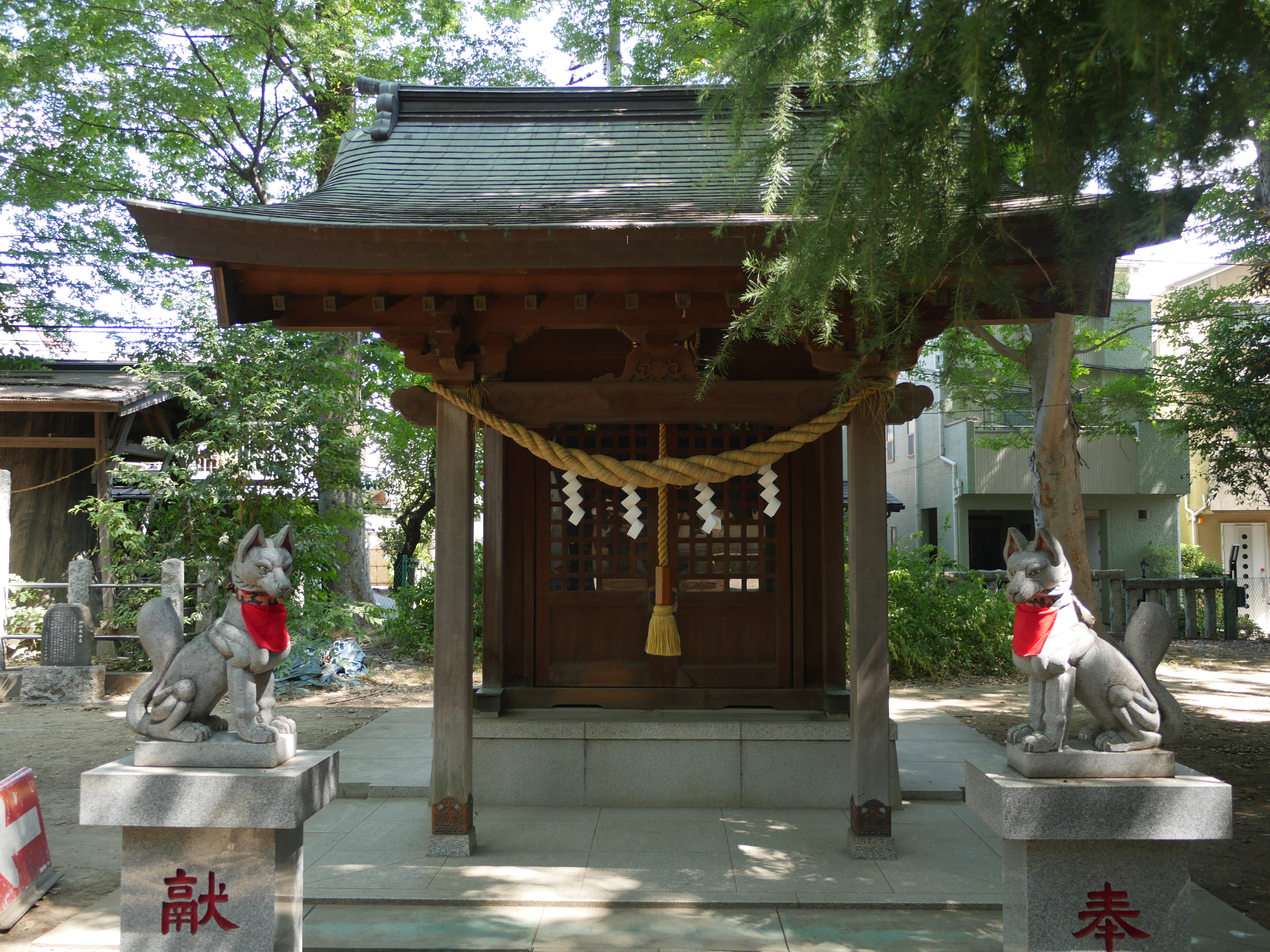
お稲荷様
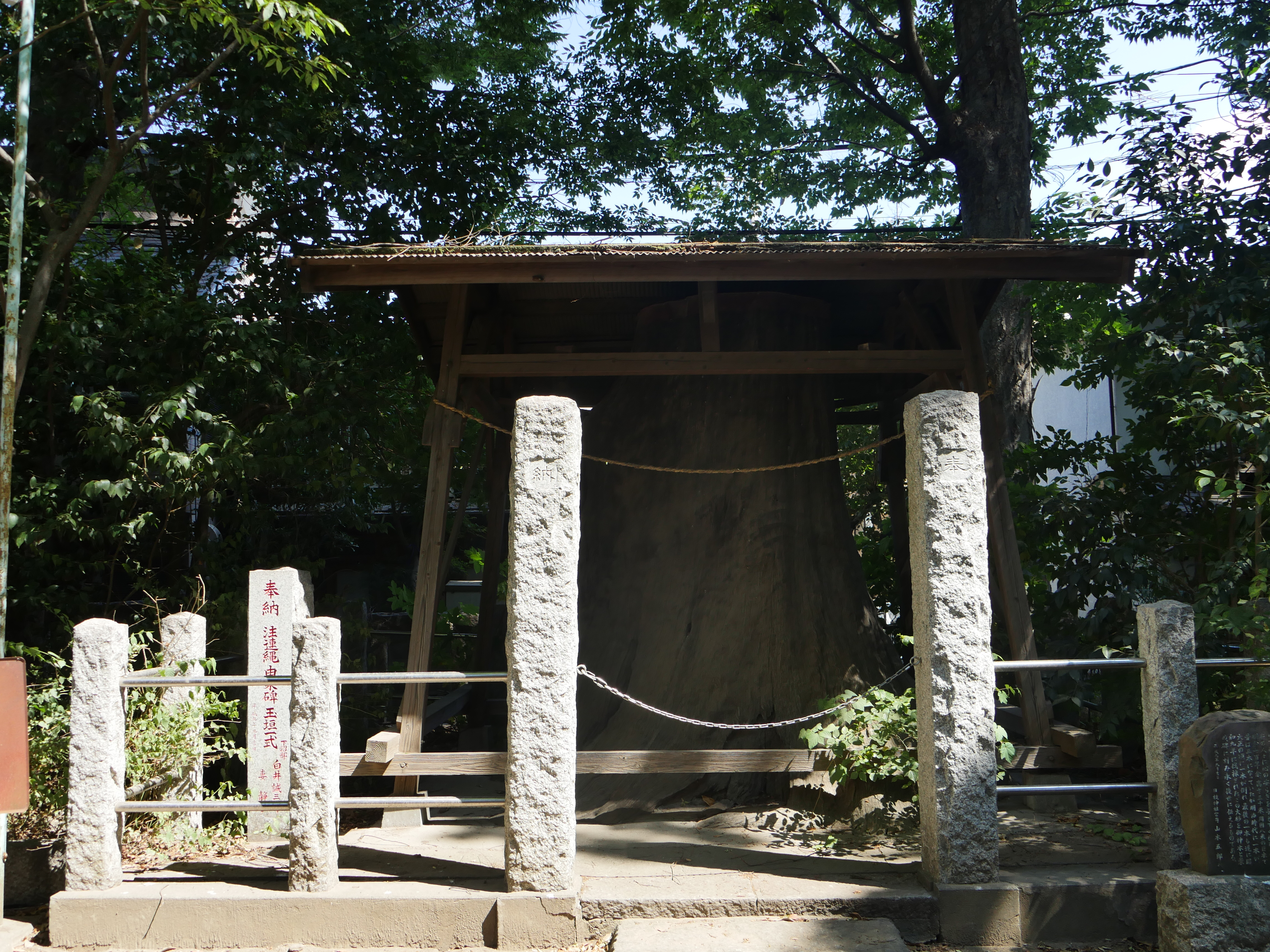
旧御神木
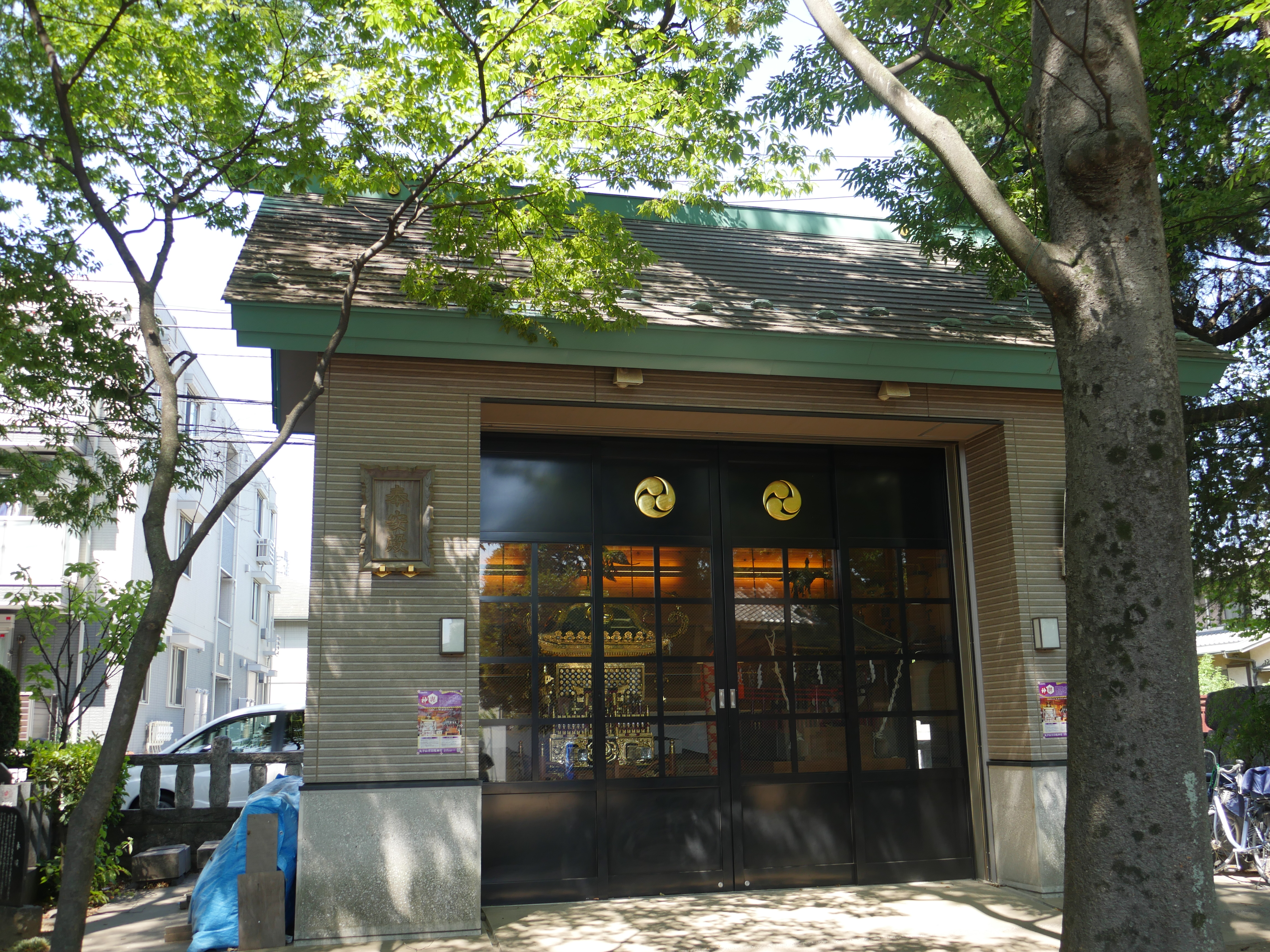
神輿庫
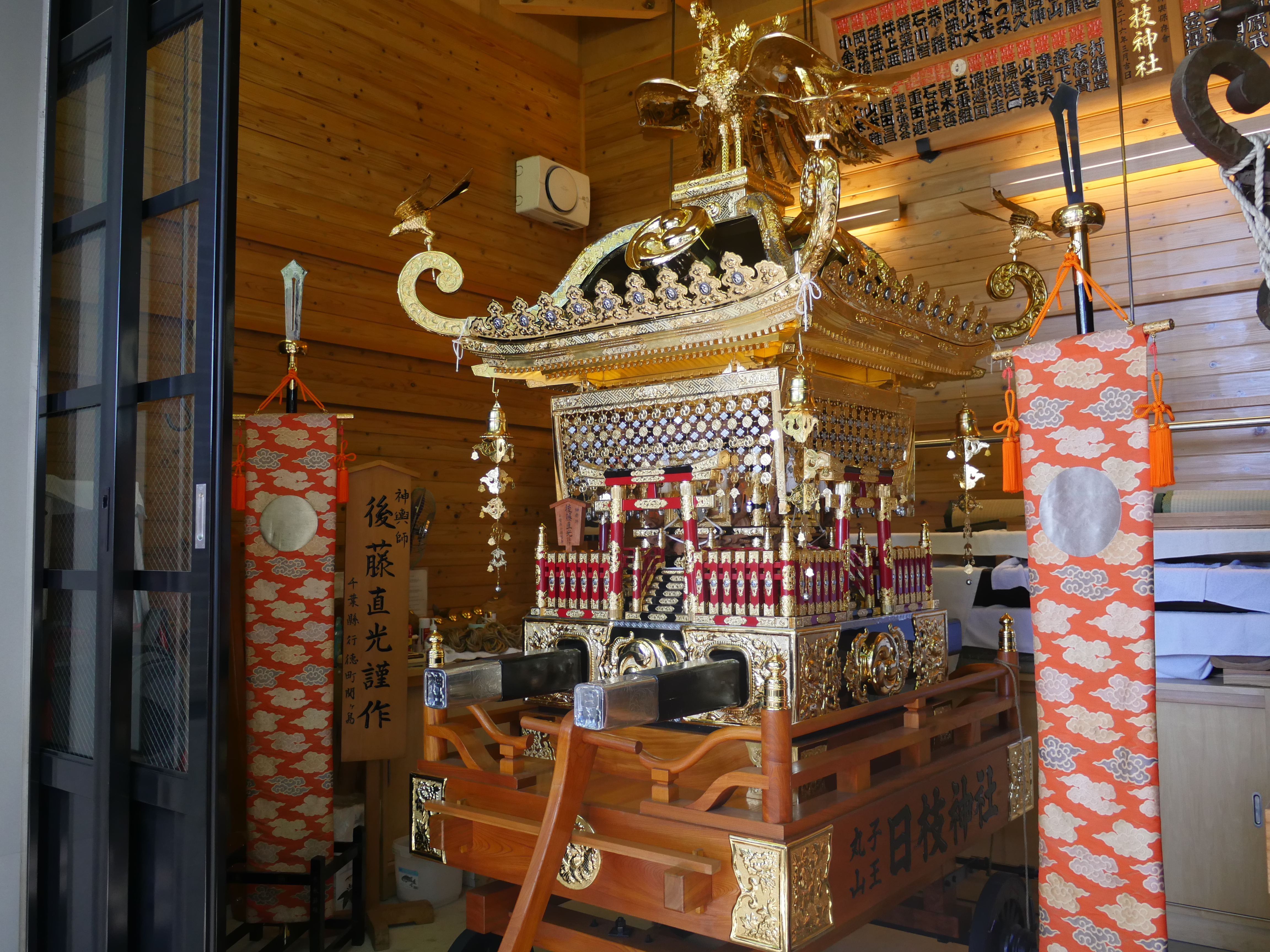
神輿1
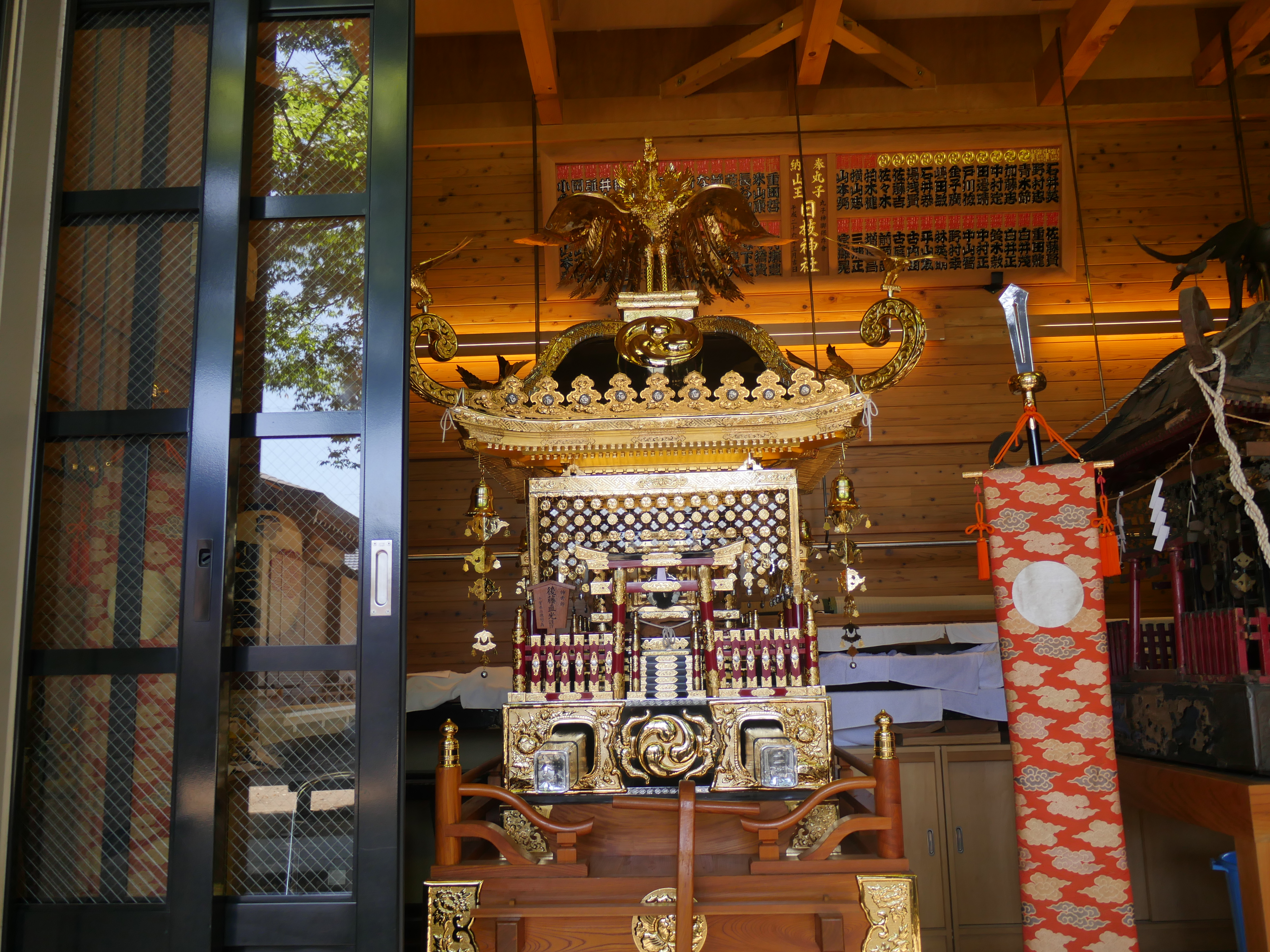
神輿2
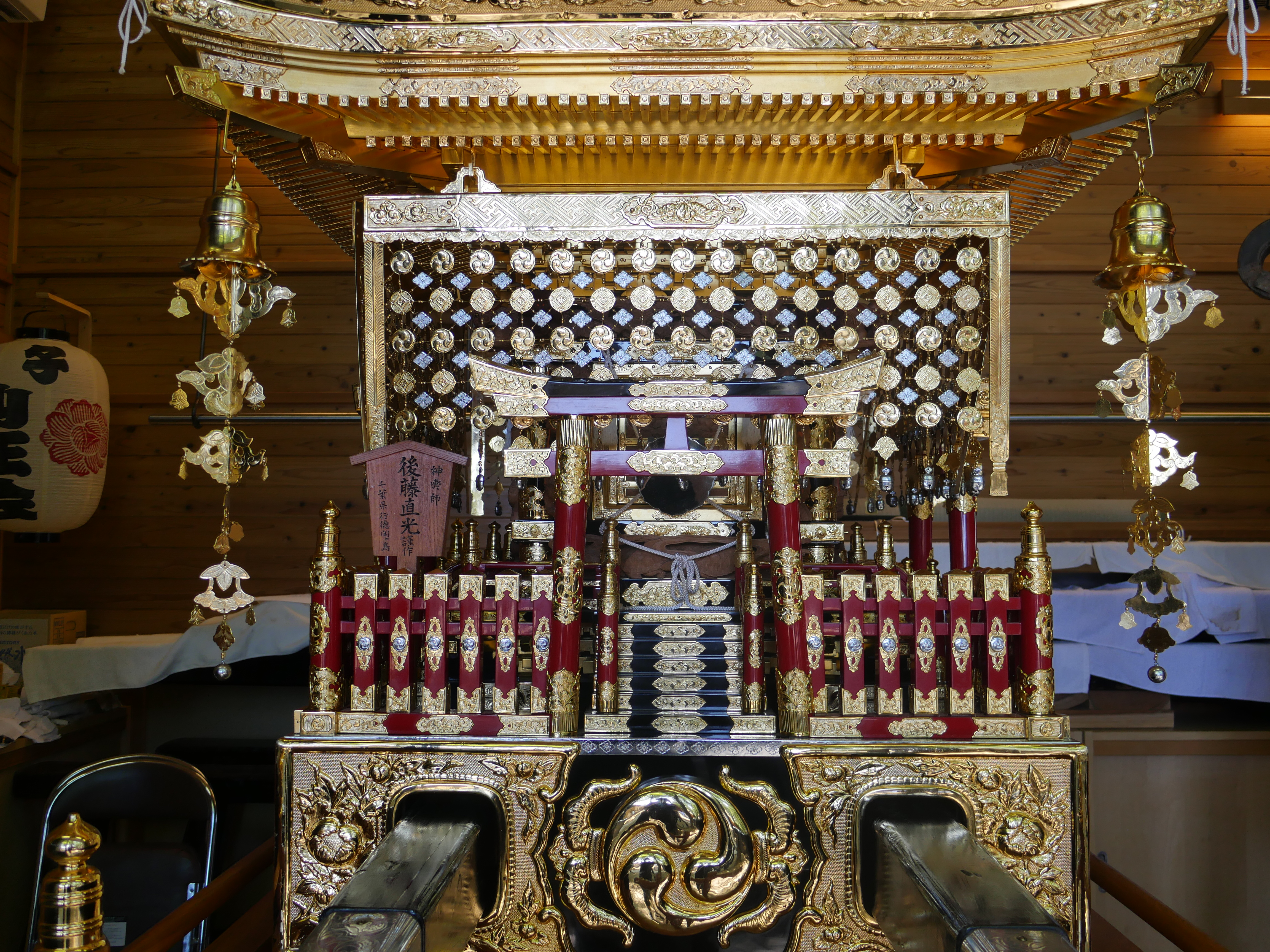
神輿3
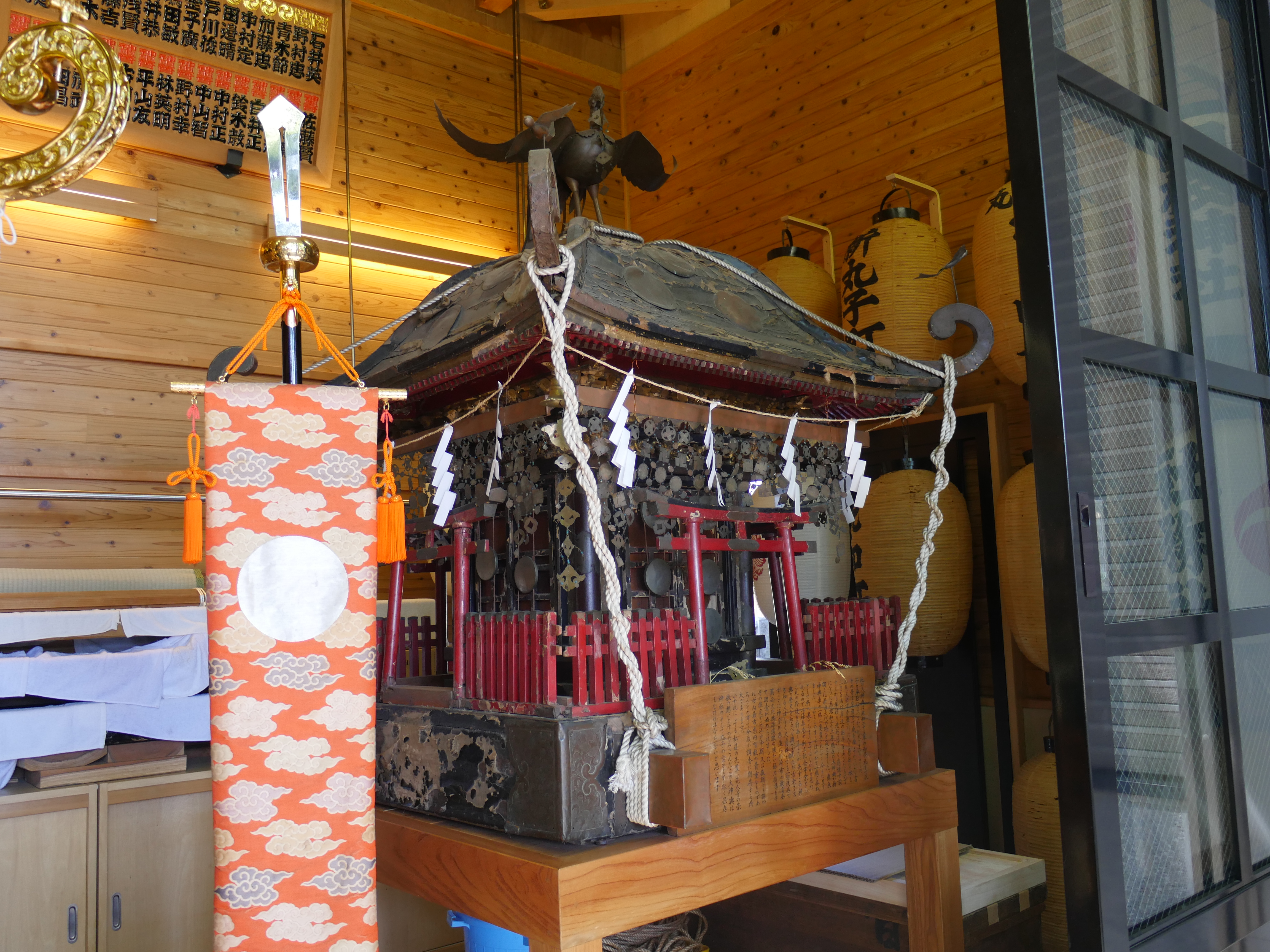
旧神輿

## 交通アクセス
- 相鉄線・JR直通線・横須賀線武蔵小杉駅より徒歩12分。
- 東急東横線・東急目黒線新丸子駅より徒歩13分。
- 東急多摩川線沼部駅より徒歩15分。
- JR南武線向河原駅より徒歩10分。